# Ligne de Skopje à Volkovo
La ligne de Skopje à Volkovo est une voie ferrée de la Macédoine du Nord. Elle est gérée par Makedonski Železnici - Infrastruktura et opérée par Makedonski Železnici. Elle relie Skopje, la capitale, au Kosovo. Étant donné la proximité de la ville par rapport à la frontière, la ligne est courte, mais elle possède un fort potentiel pour le transport urbain puisqu'elle contourne Skopje par le nord et dessert ainsi plusieurs quartiers périphériques. Au-delà de la frontière kosovare, la ligne se prolonge jusqu'à Pristina. 
Bien que le dernier arrêt macédonien soit Blatsé, les trains de voyageurs ne s'y arrêtent pas et les douanes se trouvent dans la gare précédente, à Volkovo. Les trains de voyageurs ne desservent pas non plus Pivarnitsa et Novo Selo.

## Géographie
La ligne commence à la gare de Skopje et emprunte le même chemin vers l'est que la ligne Tabanovtsé - Guevgueliya avant de remonter vers le nord. Elle contourne ensuite l'agglomération de Skopje en direction de l'ouest et suit le tracé de l'autoroute M4. À Ǵorče Petrov, elle bifurque vers le nord en remontant la vallée du Lepenets avant de traverser la frontière.

## Histoire
Cette ligne fut construite en 1874, ce qui en fait l'une des plus vieilles du pays. À l'origine, les trains qui partaient de Skopje ne terminaient pas leur chemin à Pristina mais à Kosovska Mitrovica, au nord du Kosovo.

## Liste des gares
Voir le schéma de la ligne dans le tableau à droite (à dérouler).